# Francis Henry Taylor
Francis Henry Taylor (1903 à Philadelphie - 1957 à Worcester, Massachusetts) fut conservateur du Philadelphia Museum of Art, puis directeur du Worcester Art Museum du Massachusetts, avant de rejoindre le Metropolitan Museum of Art comme directeur de 1940 à 1955. Il développe son idée qu'un musée, en tant qu'institution ou service public, n'est pas un simple dépôt d'œuvres d'art. On lui doit d'avoir doublé le nombre de visiteurs au cours de sa carrière : jusqu'à 2,3 millions chaque année.

## Études
Taylor étudie et obtient son diplôme à l'université de Pennsylvanie en 1924. Il se rend ensuite en France où il enseigne l'anglais au lycée Marceau de Chartres, de 1924 à 1925. Il étudie ensuite à la Sorbonne où il suit les cours d'Henri Focillon. À son retour aux États-Unis, il s'inscrit à Princeton et passe l'année 1926-27 en Europe en tant que Carnegie Fellow.

## Carrière
Il rentre aux États-Unis en 1928, épouse Pamela Coyne et abandonne ses études à Princeton pour devenir conservateur d'art médiéval au Philadelphia Museum of Art, alors dirigé par Fiske Kimball. Pendant ses années passées à Philadelphie, il est éditeur des publications du musée et fait des installations remarquées d'art médiéval dans le nouveau bâtiment.
En 1931, il est nommé directeur du Worcester Museum of Art à Worcester (Massachusetts). Ce musée a une longue tradition pédagogique que Taylor perpétue. Il cherche également à combler les manques au sein de la collection permanente du musée. Il fait notamment l'acquisition de Discovery of Honey de Piero di Cosimo et de Rest on the Flight into Egypt de Quentin Massys. Parmi ses autres innovations à Worcester, on mentionnera la mise en place de livres dans les galeries d'exposition et la création de salles de lecture dans chaque département du musée. Taylor est un visionnaire, il est l'un des premiers à organiser des expositions temporaires dans le monde de l'art afin d'inciter de nouveaux visiteurs à fréquenter le musée.
En 1939, il succède au fameux égyptologue, Herbert Eustis Winlock, à la direction du Metropolitan Museum of Art (Met) de New York. Taylor rate l'occasion d'intégrer le Whitney Museum of American Art et le Museum of Modern Art à la structure du Metropolitan (en partie à cause de sa mauvaise opinion vis-à-vis de l'art moderne). Il faisait souvent référence au Museum of Modern Art en tant que « that whorehouse on Fifty-third Street » (Ce lupanar sur la 53e Rue).
Médiocre collecteur de fonds, il est jaloux du conservateur James Rorimer et de ses relations avec le principal donateur du musée John D. Rockefeller. Il dénigre les notions d'esthétique populaire du musée, qu'il résume dans son ouvrage de 1945 Babel's Tower. Il a grandement contribué à l'agrandissement du département éducation du Met. Il démissionne en 1954 pour retourner à la direction du Worcester Museum. Il meurt à 54 ans après une opération chirurgicale du rein.

## Œuvres
- Babel's Tower: The Dilemma of the Modern Museum ;New York, Columbia university press 1945. (OCLC 1889622)
- The Taste of Angels: A History of Art Collecting from Rameses to Napoleon ; Boston, Little, Brown, 1948. (OCLC 313278)
- Fifty Centuries of Art ; New York, Published for the Metropolitan Museum of Art by Harper 1954. (OCLC 511197)
- La tour de Babel : ou le dilemme du musée moderne ; International Council of Museums 1956. (OCLC 40278383)
- Pierpont Morgan as Collector and Patron, 1837-1913 ; New York, Pierpont Morgan Library, 1957. (OCLC 1098522)